# ...e così divennero i 3 supermen del West
...e così divennero i 3 supermen del West è un film del 1973 diretto da Italo Martinenghi.
È uno dei film della serie dei 3 Supermen (il primo dei quattro diretti da Martinenghi), in cui più volte cambiano regista, interpreti e nomi dei personaggi, avviata col film I fantastici 3 Supermen del 1967.
È una commedia fantascientifica che utilizza l'espediente del viaggio nel tempo per inviare i tre protagonisti all'epoca del selvaggio West.

## Trama
Tre uomini George, Sal e Brad tentano di recuperare vecchi tesori grazie alla macchina del tempo che li catapulta nel West.

## Critica
I saloon chiassosi, le sgangherate prigioni dello sceriffo, la diligenza, il becchino del villaggio e l'attraente figlia di un pastore protestante fanno da contorno alle avventure dei tre supermen nostrani, questa volta un po' più commedianti e più pasticcioni del solito.»
(Fantafilm)